# Larinioides chabarovi
Larinioides chabarovi är en spindelart som först beskrevs av Bakhvalov 1981.  Larinioides chabarovi ingår i släktet Larinioides och familjen hjulspindlar. Inga underarter finns listade i Catalogue of Life.